# Том Адејеми
Томас Олусеун Адејеми (енгл. Thomas Oluseun Adeyemi; Милтон Кинс, 24. октобар 1991) је бивши енглески професионални фудбалер који је играо на позицији везног играча. Адејеми је окончао каријеру у лето 2019. са непуних 27 година.
Адејеми је започео своју професионалну каријеру у Чемпионшип клубу Норич Ситију 2008. године, напредујући кроз омладинске секције клуба, а професионални деби за клуб имао је 2009. Током петогодишњег боравка у клубу као професионалац, одиграо је једанаест лигашких наступа. Сезону 2010—11 провео је на позајмици у клубу друге дивизије Бредфорд Ситију, где је одиграо 34 лигашка наступа, а следећу сезону на позајмици за Олдам Атлетик из прве дивизије, одигравши 36 лигашких наступа. Поново је послат на позајмицу за сезону 2012—13, овог пута у клуб прве дивизије Брентфорд, где је одиграо 30 лигашких наступа.
Придружио се Чемпионшип клубу Бирмингем Ситију у јулу 2013. са бесплатним трансфером, након што га је Норич пустио, а годину дана касније поново је прешао у други Чемпионшип клуб Кардиф Сити. Након што се мучио да се учврсти у првом тиму, провео је време на позајмицама у Лидс јунајтеду и Ротераму пре него што је пуштен када се придружио Ипсвич Тауну где је и завршио своју каријеру после пет наступа у клубу.

## Детињство
Адејеми је рођен у Милтон Кинсу, преселио се у Норич са породицом са пет година након што је његов отац почео да ради у тој области. Похађао је школу у Норичу. Одбио је универзитетску понуду Универзитета у Кембриџу да би наставио своју фудбалску каријеру, након чега је добио најбоље оцене из биологије и хемије и најбољу оцену из математике.

## Клупска каријера

### Норич Сити
Адејеми је започео своју каријеру у Норич Ситију, придруживши се омладинској секцији клуба са девет година. Одрастао је подржавајући клуб и био је власник сезонске карте заједно са својим оцем и дедом пре него што се придружио клубу као играч. Након што је напредовао кроз омладинске секције, потписао је свој први професионални уговор у новембру 2008. и дебитовао је за први тим Норича 8. августа 2009, као замена за Метјуа Гила током тимског тешког пораза од Колчестер јунајтеда резултатом 7 : 1 на дан отварања сезоне 2009/10. Три дана касније, дoшао је до своје прве утакмице у стартној постави у победи од 4 : 0 над Ајовил Тауном у Лига Купу.
Он је атлетски надарен фудбалер, технички веома надарен и један од најбољих младића са којима сам икада имао посла. Потиче из дивне породице, а академски је невероватно интелигентан — не мислим да је добио ништа мање од најбоље оцене. Мој син иде у исту школу и директор ми је рекао да ако Том у било ком тренутку одлучи да не жели да игра фудбал да се може вратити у школу Норич, добити највиши ниво и завршити у Оксфорду или Кембриџу, и мислим да не мисли на њихове фудбалске тимове!
У марту 2010, Адејеми је проглашен за најбољег новајлију године прве дивизије на додели награда. Он је одиграо седамнаест наступа за Норич током своје прве сезоне, помажући клубу да избори промоцију у Чемпионшип, и награђен је новим уговором који ће трајати до 2012. У јулу 2010, након промоције Норич Ситија у Чемпионшип, Адејеми се придружио клубу из друге дивизије Бредфорд Ситију на шестомесечној позајмици, која је касније продужена на позајмицу за целу сезону. Постигао је гол на свом дебију у поразу од Шрузбери Тауна резултатом 3 : 1. Одиграо је 34 лигашка наступа, док је тим имао тешку сезону, завршивши на 18. месту.

#### Олдам Атлетик (позајмица)
Адејеми је потписао за клуб из прве дивизије Олдам Атлетик на петомесечну позајмицу у августу 2011. Адејеми је дебитовао за клуб у ремију 1 : 1 са локалним ривалом Хадерсфилд Тауном. Постигао је свој први гол за Олдам против Милтон Кејнс Донса у победи од 2 : 1. Током меча трећег кола ФА купа против Ливерпула на Енфилду, Адејеми је тврдио да је био мета расистичког злостављања од стране појединца на трибинама. Десет минута до краја утакмице, он се након наводног инцидента умешао у свађу са навијачима, а судија и саиграчи су га обуздавали. Хапшење је извршено, али је Тужилаштво Краљевине нашло „недовољне доказе за подизање било какве кривичне пријаве“.
Његов уговор о позајмици је продужен за још месец дана у јануару 2012. и поново продужен у фебруару. Дана 11. априла 2012, на крају Адејемијевог уговора о позајмици, Олдам је одлучио да не продужи уговор до краја сезоне и дозволио му је да се врати у матични клуб Норич Сити. Одиграо је 45 утакмица и постигао три гола. Адејеми је изјавио да је отворен за могућност трајног пресељења у Олдам.

#### Брентфорд (позајмица)
Придружио се клубу прве дивизије Брентфорду на шестомесечној позајмици 29. августа 2012, коју је потписао Уве Рослер. Адејеми је импресионирао играјући у центру везног реда тима и тако продужио позајмицу до краја сезоне. Играо је у драматичној финалној утакмици регуларне сезоне, против Донкастер роверса, у којој је Марчело Трота из Брентфорда промашио пенал у последњем минуту који би донео Брентфорду аутоматску промоцију, да би Донкастер дотрчао на супротну страну терена и постигао погодак за победу. Брентфорд је ушао у плеј-оф, у којем је победио Свиндон Таун у полуфиналу. Адејеми је био у тиму који је поражен у финалу против Ајовил Тауна резултатом 2 : 1. Пред крај сезоне, Адејеми је изјавио да жели да се врати у Брентфорд на позајмицу за сезону 2013—14.

### Бирмингем Сити
Дана 24. јуна 2013, након што је напустио Норич, Адејеми је потписао двогодишњи уговор са Чемпионшип клубом Бирмингем Ситијем. Тренер Ли Кларк описао га је као „сјајног младог момка који је моћан и атлетски добро грађен играч средине терена који може да напредује и постиже голове за тим“. Дебитовао је у поразу од Вотфорда резултатом 1:0 на свом терену 3. августа и остао је стални члан стартне поставе тима. Постигао је победнички пенал, иако је лопта имала чудну путању тиме што се одбила од пречку па од голманова леђа пре него што је ушла у гол, да би победио Ајовил Таун у другом колу Лига купа, и постигао свој први гол у трећем колу сезоне када је Бирмингем победио водећи тим у лиги Свонзи Сити 3 : 1. Украо је лопту на ивици шеснаестерца Свонзија и додао је до Криса Берка ; Берков повратни пас оставио је Адејемија у позицији где је само требао да убаци лопту у гол.
У другој половини 2013. Бирмингем је одиграо десет утакмица без пораза. Кичму тима чинили су Адејеми и позајмљени играчи Кајл Бартли, Ден Берн и Џеси Лингард, али су онда позајмљени повучени, Адејеми је доживео повреду леђа која је ограничавала његову физичку спремност чак и када је био спреман за игру, а тим се мучио. Скупио је снаге да помогне тиму у последњем колу сезоне, када је Бирмингем избегао испадање на гол-разлици. Изабран је за најбољег младог играча сезоне и сматрао је да му све већа зрелост омогућава да преузме више одговорности. Уочи сезоне 2014—15, Кларк је именовао Адејемија за заменика капитена. Десет дана касније, уз интересовање Кардиф Ситија, поднео је захтев за трансфер. Менаџер Бирмингема Кларк назвао је губитак Адејемија „опустошење“.

### Кардиф Сити
Адејеми је 7. августа 2014. потписао трогодишњи уговор са Чемпионшип клубом Кардиф Ситијем, којим је управљао Оле Гунар Солшер. Накнада није откривена, али је објављена у Бирмингем Мејл-у као сума од „преко милион фунти, са додацима и клаузулом о продаји.“ Солшер је касније открио да је пратио Адејемијеву каријеру неколико година након што га је приметио како игра за омладински тим Норича.
Дана 26. децембра, Адејеми је постигао свој први гол за Кардиф ударцем главом који је његовом тиму донео бод у ремију 1 : 1 са Чарлтон Атлетиком. Дана 20. јануара 2015. добио је награду за најбољег играча утакмице у поразу од Мидлсброа резултатом 2 : 1. Међутим, он је пао у немилост након Солскјеровог отпуштања и борио се да се учврсти у првом тиму под новим шефом Раселом Слејдом, под чијим руководством је одиграо само десет утакмица за Кардиф.

#### Лидс Јунајтед (позајмица)
Дана 14. јула 2015, Адејеми се придружио ривалу у Чемпионшипу Лидс јунајтеду на сезонској позајмици са опцијом трајног уговора, која би потенцијално била вредна милион фунти. Преласком у Лидс Адејеми се повезао са својим бившим тренером Брентфорда Увеом Реслером. Адејеми је дебитовао за Лидс у ремију 1 : 1 са Бернлијем на отварању сезоне. Дана 29. августа је постигао свој први такмичарски гол за Лидс главом у првом полувремену у победи над Дарби Каунтијем од 2 : 1. Наступао је редовно током прве половине сезоне, али се онда борио за своје место у тиму након именовања Стива Еванса као тренера тима. У јануару је имао само два наступа као замена при крају утакмица, што је навело Еванса да демантује спекулације да би позајмица могла бити раскинута и Адејеми је изразио жељу да се бори за своје место. Међутим, он је имао још само три наступа током сезоне и на крају сезоне, Лидс је одбио да искористи своју опцију да га потпише на сталној основи.

#### Ротерам јунајтед (позајмица)
Дана 18. августа 2016, Адејеми се придружио Чемпионшип клубу Ротерам јунајтеду на сезонској позајмици, дебитујући два дана касније у победи над Брентфордом резултатом 1 : 0 у првој победи клуба у тој сезони.
Након именовања Пола Ворна за тренера, Адејеми је уживао у побољшању форме, постигао је свој први гол за клуб у Ворновом првом мечу 3. децембра 2016. током пораза од Бартон Албиона резултатом 2 : 1. Адејеми је после тога постигао још шест голова у двадесет наступа под Ворном, а на крају сезоне је проглашен за играча године Ротерама иако је клуб претрпео испадање у прву дивизију. Пошто се Адејемијев уговор са Кардифом ближио крају, привукао је интересовање неколико клубова, а тренер Ротерама Ворн је потврдио да му је клуб понудио „бриљантан уговор“, али је очекивао да ће понуда бити одбијена због Адејемијеве жеље да остане у Чемпионшипу.

### Ипсвич Таун
Адејеми је прешао у Ипсвич Таун 30. јуна 2017, потписавши двогодишњи уговор након што је одбио понуде неколико других клубова. Његов деби за клуб је одложен након што се убрзо по доласку разболео, након чега је уследило истегнућа листа на тренингу. На крају је први пут наступио у септембру као замена Флина Даунса током пораза од Квинс Парк рејнџерса резултатом 2 : 1. Одиграо је још 4 утакмице, а затим испао из тима до јануара због повреде тетиве. Приликом повратка након повреде, претрпео је још једну повреду након што је одиграо само 32 минута у мечу са тимом до 23 године. После још три месеца паузе, тренер Ипсвича Мик Мекарти је потврдио да ће Адејеми пропустити остатак сезоне 2017—18, пошто је одиграо само пет наступа током целе године.
Током клупског предсезонског тренинга следеће сезоне, Адејеми је претрпео додатне проблеме са повредом након што је оштетио ахилову пету. Новоименовани тренер Ипсвича Пол Харст изразио је своју фрустрацију због Адејемијевих повреда, али је тврдио да је време да „стисне зубе“, такође наводећи „Очигледно је нешто (повреда) ту, али постоји још један играч у тиму који има сличну повреду који је тренирао са тимом сваки дан. (...) Сви имамо различите начине како издржавамо болове, али ја желим људе на које могу да се ослоним и са којима могу да идем у бој на свакој утакмици." Адејеми није успео да наступи за клуб током сезоне 2018—19. Клуб је напустио као слободан играч на крају сезоне 2018—19 после чега је Адејеми окончао каријеру.

## Репрезентативна каријера
Син оца који је пореклом из Нигерије, Адејеми је имао право да наступа за репрезентацију Нигерије и Енглеске. Представљао је Енглеску на нивоу до 17 година.

## Стил игре
Менаџер Бирмингема Ли Кларк је Адејемија описао као "моћног и талентованог везног играча". Рослер га је оценио као смиреног. Солшер је очекивао да ће он бити "врхунски играч" за Кардиф, као „везни играч из магичне кутије [који] може да напада и брани. Он заиста добро осваја лопту за нас, мења игру и такође постиже голове”.
Адејеми је описао свој стил игре, рекавши: "Са својом величином, доносим физичко присуство. Могу да раширим игру и волим да мислим, као и сви играчи, да и ја могу да играм мало. Мислим да сам прилично свестрани везни играч у томе како могу да утичем на игру."

## Статистика каријере
Ажурирано 22. октобар 2017.
Извор: 
| Клуб              | Сезона            | Лига              | Лига  | Лига | ФА Куп | ФА Куп | Лига Куп | Лига Куп | Остало | Остало | Укупно | Укупно |
| Клуб              | Сезона            | Лига              | Наст. | Гол. | Наст.  | Гол.   | Наст.    | Гол.     | Наст.  | Гол.   | Наст.  | Гол.   |
| ----------------- | ----------------- | ----------------- | ----- | ---- | ------ | ------ | -------- | -------- | ------ | ------ | ------ | ------ |
| Норич Сити        | 2009/10           | Прва лига         | 11    | 0    | 0      | 0      | 2        | 0        | 4      | 0      | 17     | 0      |
| Норич Сити        | 2011/12           | Премијер лига     | 0     | 0    | —      | —      | 0        | 0        | —      | —      | 0      | 0      |
| Норич Сити        | 2012/13           | Премијер лига     | 0     | 0    | —      | —      | 0        | 0        | —      | —      | 0      | 0      |
| Норич Сити        | Укупно            | Укупно            | 11    | 0    | 0      | 0      | 2        | 0        | 4      | 0      | 17     | 0      |
| →Бредфорд Сити    | 2010/11           | Друга лига        | 34    | 5    | 1      | 0      | 1        | 0        | 1      | 0      | 37     | 5      |
| →Олдам атлетик    | 2011/12           | Прва лига         | 36    | 2    | 4      | 0      | —        | —        | 5      | 1      | 45     | 3      |
| →Брентфорд        | 2012/13           | Прва лига         | 30    | 2    | 5      | 1      | —        | —        | 4      | 0      | 39     | 3      |
| Бирмингем Сити    | 2013/14           | Чемпионшип        | 35    | 1    | 1      | 0      | 4        | 2        | —      | —      | 40     | 3      |
| Кардиф Сити       | 2014/15           | Чемпионшип        | 20    | 1    | 2      | 0      | 1        | 0        | —      | —      | 23     | 1      |
| →Лидс јунајтед    | 2015/16           | Чемпионшип        | 23    | 2    | 1      | 0      | 0        | 0        | —      | —      | 24     | 2      |
| →Ротерам јунајтед | 2016/17           | Чемпионшип        | 29    | 6    | 1      | 1      | 0        | 0        | —      | —      | 30     | 7      |
| Испвич Таун       | 2017/18           | Чемпионшип        | 5     | 0    | 0      | 0      | 0        | 0        | —      | —      | 5      | 0      |
| Испвич Таун       | 2018/19           | Чемпионшип        | 0     | 0    | 0      | 0      | 0        | 0        | —      | —      | 0      | 0      |
| Испвич Таун       | Укупно            | Укупно            | 5     | 0    | 0      | 0      | 0        | 0        | 0      | 0      | 5      | 0      |
| Укупно у каријери | Укупно у каријери | Укупно у каријери | 223   | 19   | 15     | 2      | 8        | 2        | 14     | 1      | 260    | 24     |

1. 1 2 3  Наступи у Трофеју фудбалске лиге
2. ↑  Једно појављивање у Трофеју фудбалске лиге, три у плеј-офу прве лиге

## Трофеји

### Клуб

#### Норич Сити
- Прва лига: 2009—10[62]

### Као играч
- Бирмингем Сити: Најбољи млади играч године: 2013—14[31]